# Gracchi

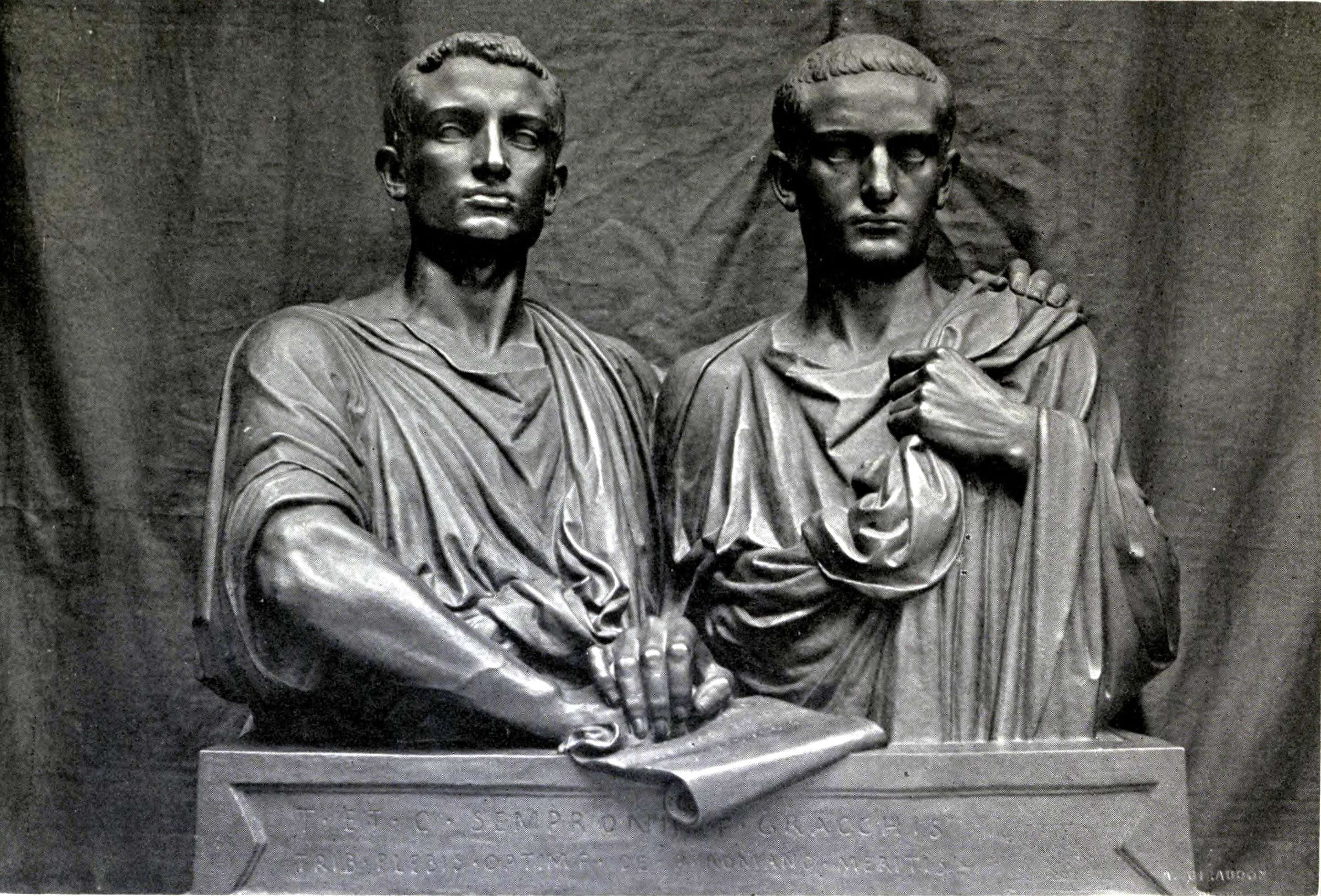
Eugène Guillaume, I Gracchi (Museo d'Orsay)

I fratelli Gracchi, talvolta anche indicati brevemente come i Gracchi, furono importanti figure politiche, dalla parte dei populares della Repubblica romana. Facevano parte della gens Sempronia del ramo plebeo.
I due Gracchi erano Tiberio Sempronio Gracco (163-132 a.C.) e Gaio Sempronio Gracco (154-121 a.C.).
Ai Gracchi o al nome Gracchi sono legati anche:
- Cornelia, madre dei Gracchi;
- Publio Cornelio Scipione Africano, padre di Cornelia;
- Tiberio Sempronio Gracco, padre dei Gracchi;
- Sempronia, sorella dei Gracchi;
- Publio Cornelio Scipione Emiliano, sposo di Sempronia.

## Biografia
Cornelia, seconda figlia di Publio Cornelio Scipione detto l'Africano, e Tiberio Sempronio Gracco, abile stratega ed eccellente governatore di colonie, ebbero undici figli maschi e una femmina.
Nove dei dodici discendenti morirono prematuramente, rimasero in vita solo Tiberio, nato nel 163 a.C., Gaio, più giovane di nove anni, e la sorella Sempronia.
La madre adorava i due maschi e li educò entrambi ad ambire a grandi traguardi. La leggenda narra che, indispettita dalle vanità di una matrona romana in una riunione di un circolo scipionico, replicò all'esaltazione delle vesti e dei monili della rivale mostrandole i due figli ed esclamando con orgoglio: "Questi sono i miei gioielli". Più che figlia dell'Africano, desiderava essere nominata come "madre dei Gracchi".
Alla morte di Tiberio, ucciso al Campidoglio in occasione della carneficina ordinata mediante la formula del tumultus dal pontefice massimo Publio Cornelio Scipione Nasica Serapione, Cornelia non si rassegnò alla perdita del figlio trentenne e incitò l'altro figlio Gaio affinché proseguisse l'azione in difesa del popolo.
Ma la sorte riservò una tragica fine anche a Gaio. Dopo aver fatto approvare tramite plebisciti le "Leges semproniae" in difesa dei diritti della plebe, il suo tentativo di opporsi al potere esercitato dal senato romano e dall'aristocrazia fu soffocato dal console Opimio, eletto dal partito oligarchico, che lo assediò assieme ai suoi sostenitori sull'Aventino.
L'ex tribuno, rimasto quasi solo, si fece uccidere dal suo schiavo Filocrate.
Cornelia, dopo la morte di entrambi i figli, lasciò Roma per stabilirsi presso Misenum dove proseguì il suo stile di vita: riceveva visite di artisti, di letterati greci e di sovrani d'Oriente che le rendevano omaggio con doni preziosi.
Agli interlocutori che accennavano in maniera discreta alla tragica scomparsa dei figli, rispondeva rievocandone le imprese senza lacrime, come se si trattasse di eroi mitologici.

## Il mito dei Gracchi nei secoli
Se Cicerone vedeva i Gracchi come dei ribelli eversivi al pari di Catilina, Giovenale li critica con la famosa frase in lingua latina Quis tulerit Gracchos de seditione querentes?. Tuttavia, le istanze di riforma agraria verranno fatte proprie da altri Populares quali Gaio Mario e Giulio Cesare.
Fu Plutarco con le Vite parallele che contribuì, più di due secoli dopo la loro vita, a riabilitare i Gracchi come riformatori, mettendoli a paragone con gli spartani Agide e Cleomene. Secondo Plutarco, Tiberio Gracco "lottava per un'idea bella e giusta con un’eloquenza che avrebbe adornato perfino una causa abietta". Cornelia d'altro canto fu sempre molto rispettata, ed è citata come esempio positivo anche da Dante.
I Gracchi divennero col tempo un esempio di virtù messa al servizio del popolo e della Repubblica, e un emblema rivoluzionario in ambito socialista come Spartaco. Durante la rivoluzione francese molti simpatizzanti di estrazione montagnarda e giacobina si aggiungevano al proprio nome, a volte cambiandolo, riferimenti a personaggi illustri come Brutus (da Bruto maggiore o Bruto il cesaricida), o appunto Cornelia (ad esempio Éléonore Duplay, amica di Robespierre) o Gracchus in onore dei due Gracchi (François-Noël Babeuf, rivoluzionario protocomunista). Benché riformisti, anche la storiografia di ideologia marxista riservò elogi ai Gracchi.